# Борис Петрович-Негош
Принц Борис Петрович-Негош (нар. 21 січня 1980, Ле-Ліла, Франція) - спадковий принц Чорногорії, великий герцог Грахово і Зети. 
Єдиний син і нащадок князя Ніколи Чорногорського і його дружини Франсін Наварро.

## Освіта
Князь Борис закінчив у червні 2005 року «École Nationale Supérieure des Arts Décoratif» (Париж, Франція), одну з найвідоміших французьких шкіл декоративно-прикладного мистецтва. Під час навчання він брав особливо активну участь у створенні комп'ютеризованих типографій.

## Діяльність
Борис почав свою кар'єру у 2005 році,  в університеті, починаючи як позаштатний дизайнер.
Його кар'єра охоплює широкий діапазон секторів, які дають  досвід в області візуальної ідентичності, дизайну, архітектури.
Вивчав іноземні мови: англійську, італійську, чорногорську, португальську. Вільно володіє французькою.
Артдиректор і розробник дизайну для бренду цифрової продукції Renault(BtoB, BtoC & BtoE) для платформ і пристроїв, з початку 2011 року, Наразі повністю контролює напрямки цифрового дизайну та інноваційного розвитку (стратегії та виробничого) і для Dacia і Renault марок у дизайн студії з розробки бренду.
Голова відділу зв'язку (корпоративного і внутрішнього) проектної продукції з 2010 року, таких як річний звіт, внутрішній журнал, корпоративні і автосалонні події. Робота полягає у забезпеченні проектування узгодженості та ефективності між суб'єктами та установами, що працюють у групі його сфери діяльності.

## Шлюб та сім'я
12 травня 2007 року Борис одружився з Веронікою Хаіллот Канас да Сілва (нар. 27 липня 1976 року у Сан-Себастіан-да Педрейра, Лісабон, Португалія). В них є одна дитина:
- Її Королівська Величність принцеса Мілена Петрович-Негош (нар. в Лес Лілас 11 лютого 2008 року о 4:00 ранку).
- Принцеса Антонія (нар.2013)

## Титули
- Його Величність князь Борис Петрович-Негош (21 січня 1980 — 23 березня 1986 року)
- Його Королівська Величність Борис, спадковий принц Чорногорії (24 березня 1986 — 20 січня 2001 року)
- Його Королівська Величність Борис, спадковий принц Чорногорії, великий герцог Зети і Грахово (21 січня 2001 -)

## Нагороди
- Орден Петрович-Негош
- Орден Святого Петра Цетинського
- Кавалер Великого хреста ордену князя Данила Чорногорського
- Великий хрест ордену Святих Маврикія і Лазаря